# Alternativa (finance)
Alternativa est un système multilatéral de négociation, c'est-à-dire un marché boursier alternatif, actif en Suède depuis 2003 et ayant été actif en France de 2007 à 2017.
Alternativa vise principalement à organiser la cotation en Bourse de PME en organisant aussi bien des opérations sur le marché primaire (levées de fonds lors des introductions en Bourse) que sur le marché secondaire (organisation de la cotation des entreprises introduites en Bourse).
En France, l'opérateur de la bourse Alternativa était la société AM France, qui organisait notamment le service de courtage sur ce marché. Non rentable et en butte à des difficultés financières, AM France a déposé le bilan en février 2017. Alternativa continue néanmoins d'exister en Suède.

## Historique

### Origines
Le concept d'Alternativa est apparu en Suède en 2003, la plate-forme étant lancée par Carl Johan Högbom, l'ancien président de la Bourse de Stockholm. À partir de 2007, la plate-forme s'est également développée en France, le marché français étant alors jugé intéressant pour son important vivier de PME et pour des raisons fiscales.

### Développement en France
En France, Alternativa visait principalement à organiser la cotation boursière de PME et de TPE. Elle s'affichait en cela concurrente du marché libre exploité en France par Euronext,. Plus modeste que le marché libre, Alternativa n'organisait qu'une seule cotation par mois des entreprises présentes sur sa plate-forme (« fixing mensuel »).
Les mécanismes et règles de marché d'Alternativa étaient agréés par l'AMF et son opérateur AM France était régulé par l'ACPR. Tout en étant agréé par l'AMF, Alternativa n'était pas un marché réglementé, de manière semblable au marché libre.
Au cours de ses 10 années d'existence, la société AM France exploitant la bourse Alternativa n'est pas parvenue à atteindre son seuil de rentabilité. Ainsi, en 2015, la société a enregistré un résultat net négatif de 942 200 euros pour un chiffre d'affaires de 571 100 euros,.
En 2016, l'activité de la société a été pénalisée par la fermeture de la Bourse régionale de Lyon, rouverte deux ans plus tôt et opérée par AM France. La même année, Alternativa a tenté de diversifier ses activités dans les domaines de la négociation d'obligations convertibles et de parts de SCPI. Le projet n'a cependant pas eu le temps d'aboutir : en fin d'année 2016, Alternativa a échoué à lever de nouveaux capitaux pour poursuivre son activité et AM France s'est retrouvée contrainte de déposer le bilan en février 2017.
Quelques mois avant la clôture de la plate-forme, 21 entreprises étaient cotées sur Alternativa, totalisant une capitalisation boursière de 110 millions d'euros. La plus petite entreprise cotée sur Alternativa avait une capitalisation boursière d'un million d'euros, tandis que la plus grande représentait une capitalisation boursière de 19 millions d'euros. Les entreprises cotées sur Alternativa étaient en large majorité des sociétés réalisant entre 500 000 et 50 millions d'euros de chiffre d'affaires par an. Pour les investisseurs français, les parts de sociétés cotées sur Alternativa pouvaient être achetées via un PEA ou un PEA PME.
Dans la presse financière, Alternativa a parfois été présentée comme une entreprise du secteur de la « fintech » ou comme une entreprise de « crowdfunding equity »,.
Plusieurs directeurs généraux se sont succédé à la tête d'Alternativa au cours de ses années d'existence en France, dont Pierre Schoeffler, Clément Le Guay, Thierry Dettloff et Olivier Florin.